# Steinbruch Mühlenbein

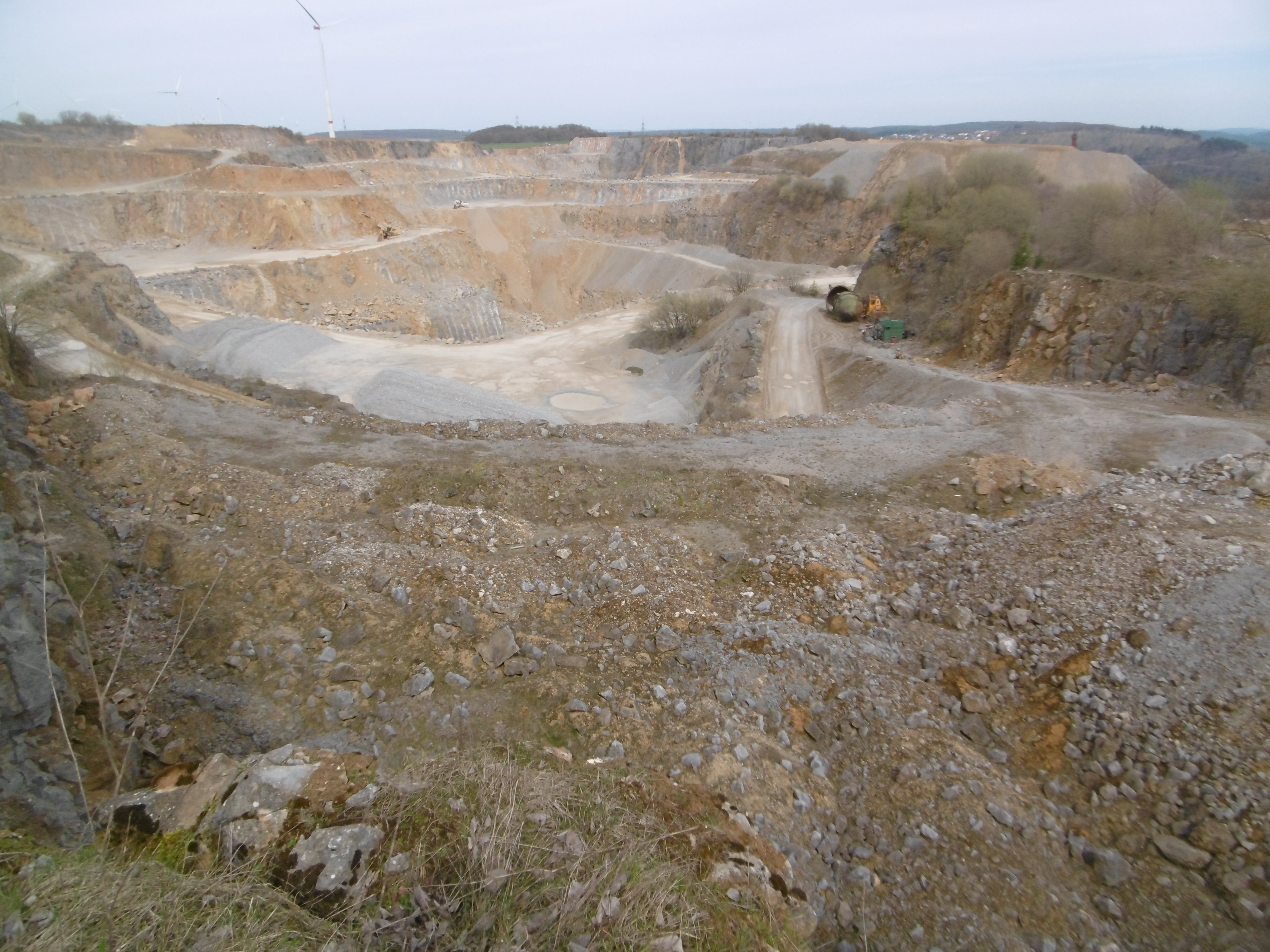
Steinbruch Mühlenbein; Blick vom Südwestrand nach Nordosten

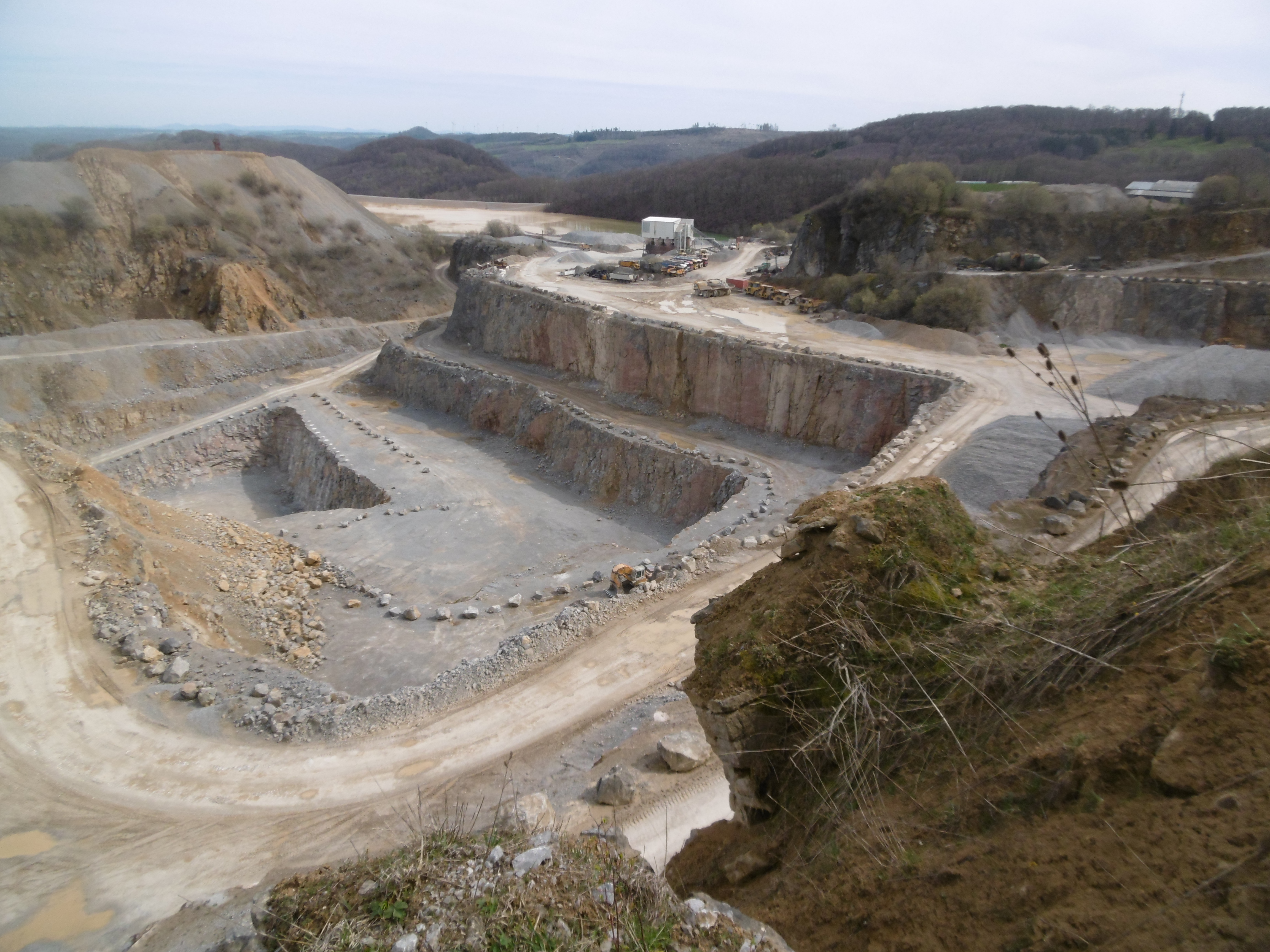
Blick vom Nordwestrand nach Südosten

Der Steinbruch Mühlenbein ist ein Steinbruch in Rösenbeck, Brilon. Er wird von der 1951 gegründeten Firma Bernhard Mühlenbein GmbH & Co. KG betrieben. Er liegt auf der Briloner Hochfläche mit ihren Vorkommen von Massenkalk im Briloner Massenkalk. Es handelt sich um Dorper Kalkstein der Givet- bis Adorf-Stufe des Oberen Massenkalkes.
Östlich grenzt der Steinbruch an einen Steinbruch von Rheinkalk. Dieser Steinbruchbereich von Rheinkalk wurde früher von der Firma Sauerländische Kalkindustrie und der Firma Lahrmann als zwei separate Brüche betrieben. Etwas weiter westlich liegt das Naturschutzgebiet Am Battenberg.
Am 1. Januar 2018 ging der Besitz vom Steinbruch Blome südöstlich Marsberg von der Familie Blome auf die Firma Bernhard Mühlenbein GmbH & Co. KG über.